# 6160 Minakata
6160 Minakata è un asteroide della fascia principale. Scoperto nel 1993, presenta un'orbita caratterizzata da un semiasse maggiore pari a 2,3036680 UA e da un'eccentricità di 0,1878735, inclinata di 4,81676° rispetto all'eclittica.